# Kanton Marmande-Ouest
Marmande-Ouest is een voormalig kanton van het Franse departement Lot-et-Garonne. Het kanton maakte deel uit van het arrondissement Marmande. Het werd opgeheven bij decreet van 26 februari 2014, met uitwerking op 22 maart 2015.

## Gemeenten
Het kanton Marmande-Ouest omvatte de volgende gemeenten:
- Beaupuy
- Marmande (deels, hoofdplaats)
- Mauvezin-sur-Gupie
- Sainte-Bazeille
- Saint-Martin-Petit